# Radiație ionizantă
Radiația ionizantă este alcătuită din particule subatomice sau unde electromagnetice care au suficientă energie pentru a ioniza atomi sau molecule detașând electroni din acestea. Particulele în general călătoresc cu o viteză mai mare cu 1% din viteza luminii și undele electromagnetice sunt situate pe porțiunea de energie ridicată a spectrului electromagnetic.
Radiația gamma, razele X și porțiunea ridicată a spectrului electromagnetic a ultravioletelor reprezintă radiație ionizantă, în timp ce ultravioletele de energie scăzută, lumina vizibilă, aproape toate tipurile de lumină laser, infraroșu, microunde și unde radio reprezintă radiație neionizantă.